# Limiros
Limiros (en llatí Limyrus, en grec antic Λίμυρος) és un riu de la costa sud de Lícia que rebia com a tributari a l'Aricandos (modern Fineka), i era navegable fins a la ciutat de Limira. En parlen Estrabó i Claudi Ptolemeu. Plini el Vell dona testimoni de què el riu principal era el Limiros i que l'Aricandos n'era l'afluent, ja que a l'antiguitat el tema havia portat controvèrsia.